# Cicadula persimilis
Cicadula persimilis är en insektsart som beskrevs av Edwards 1920. Cicadula persimilis ingår i släktet Cicadula och familjen dvärgstritar. Arten är reproducerande i Sverige. Inga underarter finns listade i Catalogue of Life.